# Walluf
Walluf är en Gemeinde i Rheingau-Taunus-Kreis i det tyska förbundslandet Hessen. Walluf, som för första gången nämns i ett dokument från år 770, hår cirka 6 000 invånare. Kommunen bildades 1 oktober 1971 genom en sammanslagning av de tidigare kommunerna Niederwalluf och Oberwalluf .